# Binas (plaats)
Binas is een plaats en gemeente in het Franse departement Loir-et-Cher (regio Centre-Val de Loire) en telt 593 inwoners (1999). De plaats maakt deel uit van het arrondissement Blois.

## Geografie
De oppervlakte van Binas bedraagt 26,1 km², de bevolkingsdichtheid is 22,7 inwoners per km².
De onderstaande kaart toont de ligging van Binas (plaats) met de belangrijkste infrastructuur en aangrenzende gemeenten.

## Demografie
Onderstaande figuur toont het verloop van het inwonertal (bron: INSEE-tellingen).